# Закопчје
Закопчје (слч. Zákopčie) насељено је мјесто са административним статусом сеоске општине (слч. obec) у округу Чадца, у Жилинском крају, Словачка Република.

## Становништво
| Година:    | 1994. | 2004.   | 2014.   | 2024.   |
| ---------- | ----- | ------- | ------- | ------- |
| Број људи: | 1726  | 1830    | 1797    | 1683    |
| Разлика:   |       | +6,02 % | -1,80 % | -6,34 % |

| Година:    | 2023. | 2024.   |
| ---------- | ----- | ------- |
| Број људи: | 1692  | 1683    |
| Разлика:   |       | -0,53 % |

Према подацима о броју становника из 2024. године насеље је имало 1683 становника.